# Teichmilben
Die Teichmilben der Gattung Limnesia aus der Familie Limnesiidae gehören zu den Süßwassermilben (Hygrobatoidea). Sie zählen in Mitteleuropa zu den häufigsten Wassermilben.
In Abhängig von der Art können die Tiere dunkelrot, hellrot oder grau bis grün sein. Die Arten selbst unterscheiden sich untereinander außer in der Färbung nur in Details wie der Beborstung der Beine oder der Palpen. Letztere sind sehr gut ausgebildet und lang. Teichmilben jagen andere Milben, die sie mit ihren Palpen ergreifen. Sie leben in stehenden Gewässern und die meisten Arten sind ziemlich häufig und weit verbreitet.

## Systematik
In Europa ist die Gattung Limnesia mit 23 Arten und Unterarten vertreten.
- Limnesia acuminata Walter, 1925
- Limnesia angustata Sokolow, 1930
- Limnesia arevaloi ambulatoria Gerecke, 1991
- Limnesia arevaloi arevaloi K. H. Viets, 1918
- Limnesia arevaloi K. H. Viets, 1918
- Limnesia atlantica Lundblad, 1941
- Limnesia caucasica Tuzovskij, 1997
- Limnesia connata Koenike, 1895
- Limnesia curvipalpis Tuzovskij, 1997
- Rote Teichmilbe Limnesia fulgida Koch, 1836
- Limnesia heteropora Tuzovskij, 1997
- Limnesia iberica Lundblad, 1954
- Limnesia jaczewskii Biesiadka, 1979
- Limnesia koenikei Piersig, 1894
- Hellrote Teichmilbe Limnesia maculata (O. F. Müller, 1776)
- Limnesia manubriata Walter, 1928
- Limnesia martianezi Lundblad, 1962
- Limnesia media Tuzovskij, 1997
- Limnesia polonica Schechtel, 1910
- Limnesia similis Tuzovskij, 2000
- Grüne Teichmilbe Limnesia undulata (O. F. Müller, 1776)
- Limnesia undulatoides Davids, 1997
- Limnesia walteri Migot, 1926